# Hirschfängare

Fransk hirschfängare från mitten av 1700-talet.

Hirschfängare (av tyska: Hirschfänger, ”hjortfångare”), även svissare (”schweizare”), är ett kort blankvapen med vilket ett större villebråd avlivas av jägaren. Tyska fänger anknyter här till avfånga, att djuret avlivas sedan det fallit eller om det redan är dött, där halspulsådrorna öppnas så att blodet får rinna av.
Vapnet är en utvecklingsform av jaktsvärdet som tidigare användes bland annat vid vildsvinsjakt. Den är närmast att jämföra med en kraftigt förlängd kniv med en vanligtvis 50–60 centimeter lång klinga.
Hirschfängaren fick mot slutet av 1600-talet användning som ett alternativt (där man i övrigt också bar kommisvärja) militärt sidovapen vid bl.a. artilleriet, flottan, hautboisterna och spelet i den svenska armén/flottan. Allmogeuppbåden kunde också få hirschfängare. Starbus skickade bl.a. 588 stycken gamla hirschfängare till Finland år 1710. Hirschfängarna nyttjades bland annat vid tillverkning av faskiner. Vapentypen fanns kvar hos musikpersonalen till 1774 då den utbyttes mot huggare.